# Valallians
Valallians, valförbund eller valteknisk samverkan är ett samarbete mellan politiska partier inför ett val. Valallianser kan ha som syfte att t.ex. underlätta för ingående småpartier att komma förbi tröskelkrav för att få representation i en församling, eller för att motverka underrepresentation som det valtekniska systemet kunde resultera i utan alliansen.
Partierna i en valallians behåller sina enskilda politiska plattformar och ideologier men gör avtal om samarbete. Man kan skilja mellan rent tekniska valförbund, valteknisk samverkan, och egentliga allianser. I de förra är avtalet rent tekniskt, till exempel avtalar man om kandidaternas antal och placering på listan vid val med kandidatlistor. I fråga om val med enmansvalkretsar ställer man upp sina kandidater i olika valkretsar. I egentliga allianser gör man också politiska kompromisser för att uppnå en gemensam linje i valkampanjen och för att kunna samarbeta efter valet. Om valalliansen vinner ett nationellt val bildas i regel en koalitionsregering där alla alliansens partier har representation.

## Exempel på valallianser
Exempel på valteknisk samverkan i Sverige var samarbetet inför riksdagsvalet 1985 mellan Centerpartiet och KDS som de kallade Centern.. Exempel på den andra typen av valteknisk samverkan kan ske när genom det svenska valsystemet stora partier har gynnats vid fördelningen av platser i nämnder och styrelser i en kommun. Denna samverkan kan inskränkas till samverkan bara vid valet av olika nämnder och styrelser. Ett annat exempel är Arbetarepartiet 1928.
I Tyskland har de två systerpartierna CDU och CSU en valallians kallad CDU/CSU. Utöver deras samarbete i förbundsdagen yttrar sig denna valallians i att enbart CSU kandiderar i Bayern och CDU kandiderar i de andra förbundsländerna. Denna valallians har i olika former funnits sedan 1970-talet.

## Andra samarbeten
Partisamarbeten som inte är valteknisk samverkan finns också. Då säger partier i förväg vilka de vill bilda koalitionsregering med efter valet och presenterar ibland gemensamma program, men utan att partiernas kandidater står på några gemensamma listor vid själva valet. Exempel på det är Alliansen och de Rödgröna.